# У друзей жизнь лучше
«У друзе́й жизнь лу́чше» (англ. Friends with Better Lives) — американский комедийный телесериал, созданный Даной Кляйн Боркоу. Премьера сериала состоялась 31 марта на канале CBS, как часть телевизионного сезона 2013/2014 годов. 10 мая 2014 года канал закрыл сериал из-за низких рейтингов. 26 мая 2014 года канал CBS снял с эфира сериал после показа 8-й серии. Оставшиеся 5 серий были выпущены на DVD 30 сентября 2014 года.

## Сюжет
Телесериал рассказывает о жизни шести друзей, которые находятся в разной жизненной ситуации, при этом каждый считает, что проблемы друзей намного легче, чем свои собственные. Уилл (Джеймс Ван Дер Бик) недавно разведённый холостяк, работающий гинекологом и тоскующий по своей бывшей жене, с которой он расстался из-за её неверности. Джули (Бруклин Деккер) и Лоуэлл (Рик Дональд) недавно обручившаяся пара. Кейт (Зои Листер-Джонс) успешная в своей карьере деловая женщина, которой не везет на свиданиях. Энди (Махандра Дельфино) и Бобби (Кевин Коннолли) молодая женатая пара, тоскующая по своей молодости.

## В ролях
- Джеймс Ван Дер Бик — Уилл Стоукс
- Бруклин Деккер — Джули Талли
- Зои Листер-Джонс — Кейт Маклин
- Рик Дональд — Лоуэлл Пэддит
- Махандра Дельфино — Энди Лутц
- Кевин Коннолли — Бобби Лутц

## Производство
Впервые сериал был заявлен CBS в сентябре 2013 года. 22 января 2013 года, телеканал заказал пилотный эпизод. Первый эпизод был написан Даной Кляйн Боркоу и срежиссирован Джеймс Берроуз.
Подбор актеров начался в феврале 2013 года, когда на роль Уилла Стоукса был утвержден Джеймс Ван Дер Бик. Следующей актрисой, получившей в телесериале постоянную роль, была Бруклин Деккер. её персонаж Джули это бывшая модель и начинающая актриса, которая недавно обручилась с Лоуэлл. Рик Дональд позже присоединился в роли Лоуэлла. Почти сразу же было объявлено, что к основному составу актеров, присоединились Кевин Коннолли в роли Бобби Лутц и Махандра Дельфино в роли Энди Лутц. Семья Лутц счастливая семейная пара с двумя детьми, которые пропустили свои молодые годы. Зои Листер-Джонс была последней актрисой, получившей постоянную роль в телесериале. Кейт Маклин, в её исполнении, главный операционный директор в крупной развивающейся медийной компании, которой не везет на свиданиях.
12 мая 2013 CBS заказал первый сезон телесериала, а премьеру поставил в середине сезона 2013/2014 годов. Первый сезон будет состоять из 13 эпизодов.

## Эпизоды
| № | Название                | Режиссёр        | Сценарист                                                           | Дата показа в США          | Код | Кол-во |
| --- | ----------------------- | --------------- | ------------------------------------------------------------------- | -------------------------- | --- | ------ |
| 1 | «Pilot»                 | Джеймс Берроуз  | Дана Кляйн Боркоу                                                   | март 31, 2014              | 101 | 7.63   |
| Когда Джули встречает мужчину своей мечты и решает выйти за него замуж, её друзья делятся с ней собственным опытом серьезных отношений. Кейт соглашается сходить на свидание вслепую. |                         |                 |                                                                     |                            |     |        |
| 2 | «Window Pain»           | Тодд Холлэнд    | Адам Чейз                                                           | апрель 14, 2014            | 102 | 5.69   |
| Кейт помогает Уиллу знакомится с девушками в баре. Беременная Энди борется со своими гормонами, которые превращают её жизнь в хаос. |                         |                 |                                                                     |                            |     |        |
| 3 | «Game Sext Match»       | Фред Сэвидж     | Джастин Ноуэлл                                                      | апрель 21, 2014            | 103 | 5.41   |
| Бобби и Лоуэлл играют с руководством больницы в теннис. Уилл пытается доказать своим друзьям, что он не консерватор. |                         |                 |                                                                     |                            |     |        |
| 4 | «Pros and Cons»         | Фред Сэвидж     | Кейт ВанДевенер                                                     | апрель 28, 2014            | 104 | 6.11   |
| Кейт переспала с проституткой. Бобби и Уилл своими силами пытаются избавить от крыс, обнаруженных в их доме. |                         |                 |                                                                     |                            |     |        |
| 5 | «The Bicycle Thieves»   | Фред Сэвидж     | Майкл Марковиц                                                      | май 5, 2014                | 105 | 4.92   |
| Кейт недовольна тем, что Джули приглашают оплатить покупки в экспресс-кассе, вне зависимости от того, сколько бы продуктов она не взяла. Лоуэлл, Бобби и Уилл напиваются и крадут полицейские велосипеды. |                         |                 |                                                                     |                            |     |        |
| 6 | «Yummy Mummy»           | Виктор Гонзалез | Настаран Дибай                                                      | май 12, 2014               | 106 | 4.81   |
| Кейт решила, что нашла себе идеального мужчину, но вдруг узнаёт о том, что у него уже есть дочь. Друзья находят секс-видео с медового месяца Энди и Бобби. |                         |                 |                                                                     |                            |     |        |
| 7 | «Cyrano de Trainer-Zac» | Фред Сэвидж     | Майкл Марковиц                                                      | май 19, 2014               | 107 | 5.13   |
| Кейт спит с тренером Уилла, а потом решает с ним порвать. Уилл помогает тренеру, рассказывая о предпочтениях Кейт. Бобби и Энди пытаются найти няню для их сына Чарли, чтобы из их дома поскорее уехала мама Энди Барбара. Лоуэлл старается уговорить Джули надеть на свадьбу подвенечное платье его прабабушки.                        |                         |                 |                                                                     |                            |     |        |
| 8 | «Something New»         | Фил Льюис       | Майкл Марковиц и Джастин Ноуэлл                                     | май 26, 2014               | 108 | 5.31   |
| Кейт просит Уилла притвориться её парнем. Уилл напивается и занимается сексом с пожилой дамой, а после чего просит Кейт притвориться его девушкой, для того чтобы эта дама от него всё-таки отстала. Лоуэлл дарит Джули билеты в Индию, вызывая в ней гнев, ведь эти деньги были отложены на их свадьбу. У Энди и Бобби рождается дочь. |                         |                 |                                                                     |                            |     |        |
| 9 | «Surprises»             | Тодд Холлэнд    | Дэвид Хэмингсон                                                     | сентябрь 30, 2014 (Amazon) | 109 | N/A    |
| Энди и Бобби пытаются оживить свой брак. Кейт пытается разузнать о бывших невестах Лоуэлла. Уилл надеется восстановить отношения со своей женой Велл, а в результате подписывает документы на развод. Энди сообщает Бобби о том, что ждёт от него уже третьего ребёнка.                                                                 |                         |                 |                                                                     |                            |     |        |
| 10 | «Deceivers»             | Тодд Холлэнд    | Стефани Фурман Дарроу                                               | сентябрь 30, 2014 (Amazon) | 110 | N/A    |
| Уилл создаёт страницу на сайте знакомств. Лоуэлл и Бобби притворяются гей-парой для того, чтобы сына Энди и Бобби Чарли взяли в престижный детский сад. Джули становится временной ассистенткой Кейт. |                         |                 |                                                                     |                            |     |        |
| 11 | «No More Mr. Nice Guy»  | Боб Кохерр      | Стефани Фурман Дарроу и Кейт ВанДевендер                            | сентябрь 30, 2014 (Amazon) | 111 | N/A    |
| Кейт хочет познакомиться с другом Уилла Даком. Энди и Бобби пытаются подружиться с соседями. Джули заставляет Лоуэлла избавиться от ненужных вещей. |                         |                 |                                                                     |                            |     |        |
| 12 | «The Lost and Hound»    | Фил Льюис       | Дэниел Спектор и Джессика Полонски                                  | сентябрь 30, 2014 (Amazon) | 112 | N/A    |
| Уилл пытается придумать крылатую фразу. Кейт даёт советы коллеге по работе Дине. Джули решает помочь бездомным собакам обрести новых хозяев. Энди ругает Бобби за потерянный чек. |                         |                 |                                                                     |                            |     |        |
| 13 | «The Imposters»         | Роб Шиллер      | Стефани Фурман Дарроу, Кейт ВанДевендер, Адам Чейз и Настаран Дибай | сентябрь 30, 2014 (Amazon) | 113 | N/A    |
| Кейт помогает Бобби подобрать хороший подарок для Энди в честь рождения второго ребёнка. Уилл выпил множество коктейлей и решил заехать облегчиться в дом своей бывшей жены. Внезапно приходит Кайли, снимающая жильё у Вел, и Лоуэлл вынужден помогать Уиллу выйти из дома незамеченным. Энди имитирует постельный режим.              |                         |                 |                                                                     |                            |     |        |